# Vestenbergsgreuth
Vestenbergsgreuth là một đô thị thuộc huyện Erlangen-Höchstadt, trong bang Bayern, nước Đức. Đô thị Vestenbergsgreuth có diện tích 31,85 km², dân số thời điểm 31 tháng 12 năm 2006 là 1627 người.